# Eskorta (film 2014)

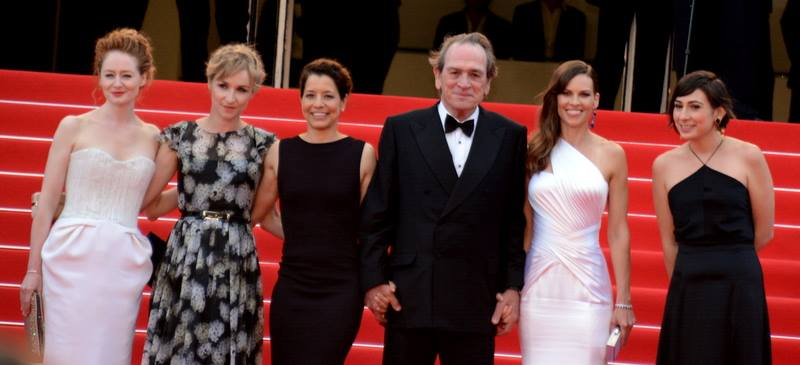
Twórcy filmu podczas premiery na MFF w Cannes

Eskorta – amerykańsko-francuski western z 2014 roku, w reżyserii Tommy Lee Jonesa. Adaptacja powieści pod tym samym tytułem autorstwa Glendona Swarthouta.
Zdjęcia kręcono w stanach Nowy Meksyk i Georgia. Światowa premiera filmu odbyła się 18 maja 2014 roku, podczas 67. Międzynarodowego Festiwalu Filmowego w Cannes, w ramach którego obraz brał udział w Konkursie Głównym. Następnie obraz został zaprezentowany na festiwalach filmowych m.in. w Toronto i Helsinkach.

## Opis fabuły
Mary Bee Cuddy samotnie prowadzi duże gospodarstwo w stanie Nebraska. Kobieta nie ma męża, dlatego też usilnie próbuje zachęcić do małżeństwa okolicznych kawalerów, oferując im połączenie gospodarstw. Jednak uzdolniona muzycznie kobieta nie ma szczęścia i oświadczyny zostają odrzucone. Tymczasem w miasteczku w szaleństwo popadają trzy jego mieszkanki − Arabella Sours, Theoline Belknapp i Gro Svendsen − wszystkie młode oraz nieszczęśliwie ożenione. Miejscowy pastor postanawia wysłać kobiety do rodzin w Iowa, by tam odnalazły spokój. Zadania przewozu kobiet podejmuje się Mary Bee, a towarzyszyć jej będzie uratowany przez nią ranczer, George Briggs.

## Obsada
- Tommy Lee Jones jako George Briggs
- Hilary Swank jako Mary Bee Cuddy
- Grace Gummer jako Arabella Sours
- Miranda Otto jako Theoline Belknapp
- Sonja Richter jako Gro Svendsen
- Meryl Streep jako Altha Carter
- John Lithgow jako Reverend Dowd
- James Spader jako Aloysius Duffy
- Hailee Steinfeld jako Tabitha Hutchinson
- Caroline Lagerfelt jako Netti Nordstog, matka Gro
- Tim Blake Nelson jako podróżnik
- William Fichtner jako Vester Belknap

i inni

## Nagrody i nominacje
67. Międzynarodowy Festiwal Filmowy w Cannes
- nominacja: Złota Palma − Tommy Lee Jones